# Альбдаг
Альбдаг (Абдаг или Альфдаг; лат. Abdagus, з.-фриз. Albdag; умер не ранее 873) — граф Фризии в 870-х годах.

## Биография
О происхождении Альбдага известно, что он вырос на вилле Гурон (вероятно, современный Бабюрен или Тьеркверд) вблизи Хислюма. У него были, по крайней мере, три брата — Вупольт, Фольквар и Отгер, упоминавшиеся в «Фульдских анналах». Возможно, семья Альбдага была в близком родстве с Герульфингами.
Альбдаг управлял фризскою областью Остерго, по условиям Мерсенского договора 870 года вошедшей во владения правителя Восточно-Франкского королевства Людовика II Немецкого.
По свидетельству «Фульдских анналов» и «Ксантенских анналов», в 873 году войско данов под командованием Рудольфа Харальдсона вторглось во Фризию. Ещё до того как граф Альбдаг сумел собрать достаточное число воинов, викинги разграбили бо́льшую часть Фрисландии. Однако к тому времени, когда в июне войско данов достигла Остерго, здесь уже было сформировано ополчение из местных фризов и живших здесь крещёных скандинавов. В произошедшем вблизи церкви Доккюма сражении между фризами и викингами победа досталась подданным Людовика II Немецкого. На поле боя пали сам Рудольф и 500 (а по другим данным, 800) скандинавов. Остатки войска данов укрылись в близлежавшем укреплении, где они были осаждены воинами во главе с Альбдагом. Один из данов (возможно, Рорик, дядя Рудольфа), уже бывший христианином и долгое время живший среди фризов, убедил графа прекратить осаду и заключить мирный договор с данами. По условиям мирного соглашения скандинавы возвратили всё награбленное ими во время набега и поклялись никогда больше не нападать на владения короля Людовика II Немецкого. Получив несколько заложников, Альбдаг и его люди позволили данам возвратиться на их суда.
О дальнейшей судьбе Альбдага сведений в исторических источниках не сохранилось.